# امامزاده ابراهیم (بروجرد)
امام زاده ابراهیم مربوط به دوره قاجار است و در شهرستان بروجرد، بخش مرکزی، روستای دهکرد واقع شده و این اثر در تاریخ ۲۳ شهریور ۱۳۸۲ با شمارهٔ ثبت ۱۰۰۰۶ به‌عنوان یکی از آثار ملی ایران به ثبت رسیده است.